# 張慶余
張 慶余（ちょう けいよ、1895年 - 1963年9月18日）は中華民国の軍人。冀東防共自治政府の保安総隊の指揮官で、通州事件を起こした人物である。

## 事績

### 冀東防共自治政府以前
北京模範団歩兵科を卒業し、後に旅長となった。後に国民革命軍に転じ、第51軍で団長となっている。
1933年（民国22年）5月の塘沽協定により冀東が非軍事地域として区画された。河北省政府主席于学忠はこの地域を警備する部隊として河北特種員警部隊（計8個総隊）を組織し、第51軍の団長であった張慶余、張硯田がそれぞれ第1総隊、第2総隊の隊長に任ぜられている。張慶余は武清県、張硯田は滄県に駐屯した。8個総隊の中でもこの2個総隊が最精鋭であった。
1935年（民国24年）5月、于学忠は西北方面へ動員されることになったが、張慶余らはそのまま冀東に残留した。後任の河北省政府主席商震の下で、河北特種員警部隊は河北保安隊へと改称されたが、任務は同様であった。
同年11月、殷汝耕を委員長とする冀東防共自治委員会が成立すると、河北保安隊はそのまま殷配下に編入され、冀東保安隊（計5個総隊）と改称されている。張慶余は引き続き保安第1総隊長をつとめ、また、張硯田ら武官と共に自治委員会委員に任命された。翌12月、自治委員会が冀東防共自治政府に改組されると、張は自治政府保安処長に任命され、保安第1総隊長と兼ねた。翌1936年（民国25年）春に劉宗紀が保安処長となると、張は保安第1総隊長専任に戻っている。

### 通州事件
張慶余と張硯田は、当初は密かに連絡を取り合っていた商震の指示もあって、冀東防共自治政府での地位に安穏としていた。しかし、次第に国内世論は冀東防共自治政府に対して激しい反発を向けるようになる。それが原因で、ついには張慶余の息子が父との縁を切ることを新聞紙上で宣言するまでに至ったとされる。そのため張慶余、張硯田は冀東防共自治政府からの離脱・蜂起を決意し、密かに冀察政務委員会委員長の宋哲元と連絡を取り合い、決行の時期を探り始めた。また、中国共産党北方局の工作員（黎巨峰、王自悟）が張慶余、張硯田と関係を構築し、共産党が抗日運動の大義を彼らに教え、保安隊への浸透工作をしたことも報告されている。
1937年（民国26年）7月28日、張慶余と張硯田は冀東防共自治政府打倒の蜂起を決行し、現地の日本軍や特務機関、居留民に攻撃を加えた。このとき、張慶余らは天津特務機関長細木繁以下約230名を殺害し、さらに殷汝耕を捕縛した（通州事件）。その後、張慶余らは北平を撤退した宋哲元らの第29軍に合流しようと、部隊を率いて通州を離れた。しかし、保定で日本軍に捕捉され、その攻撃を受けて大損害を被っている。
この後、張慶余は南京に召還され、軍政部第6補充訓練処処長に任命された。以後、第91軍副軍長、国民党軍事委員会中将参議などを歴任した。1946年（民国35年）に引退し、天津に寓居している。
1963年9月18日、死去。享年69。なお、通州事件をめぐる張慶余の回顧録は、「冀東保安隊通県反正始末記」として『天津文史資料選輯』第21輯（1982年）から刊行されている。

## 注
1. ↑  高木翔之助『冀東政権の正体』, p.139に「本年43歳」（昭和12年）とあることに拠る。
2. ↑  高木(1937)、20-24頁。残る7人の委員は、池宗墨・王厦材・張硯田・李海天・趙雷・李允聲・殷体新。
3. ↑  以下の通州事件をめぐる動向は、何立波「『華北自治運動』中的冀東偽政権」に主に拠って記述する。
4. ↑  “邦人多数虐殺「通州事件」　中国共産党の扇動判明　蜂起部隊に工作員接触”. 産経ニュース. (2017年1月4日)
5. ↑  張慶余は、捕らえた殷汝耕を宋哲元に引き渡そうと北平に護送した。ところが、宋はすでに北平を離れており、日本軍と遭遇した護送部隊は蹴散らされてしまう。殷はこの隙をついて北平に逃げ込んだ。